# منحنی زنگوله‌ای
منحنی زنگوله‌ای: هوش و ساختار طبقاتی در زندگی آمریکایی (انگلیسی: The Bell Curve) کتابی است منتشره در سال ۱۹۹۴ نوشتهٔ روان‌شناس آمریکایی ریچارد هرنستاین (که پیش از انتشار کتاب درگذشت) و علوم سیاسی دان آمریکایی چارلز موری. استدلال اصلی نویسندگان این است که هوش بشر به طرز قابل توجهی تحت تأثیر هم عوامل ارثی و هم محیطی است و برای بسیاری از دینامیک‌های فردی، از جمله درآمد مالی، عملکرد شغلی، تولد خارج از ازدواج، و درگیری در جنایت پیش‌بینی‌کنندهٔ بهتری است تا وضعیت اقتصادی اجتماعی یا سطح آموزش والدین. آنان همچنین استدلال می‌کنند که آنهایی که هوش حسی بالاتری دارند، از آنهایی که هوش متوسط و زیر متوسط دارند، در حال جدا شدن هستند.
کتاب مجادله‌برانگیز بود، خصوصاً جایی که نویسندگان در خصوص تفاوت‌های نژادی در هوش و نتایج آن تفاوت‌ها نوشتند. در سرتاسر مطبوعات مردم پسند گزارش شده بود که نویسندگان استدلال می‌کنند تفاوتها در آی کیو ژنتیکی است. آنان در فصل سیزدهم نوشتند «به نظر ما خیلی محتمل می‌رسد که هم ژن‌ها و هم محیط با تفاوت‌های نژادی مرتبط باشند.» مقدمهٔ این فصل محتاطانه می‌گوید، «مباحثه در خصوص این که ژنها و محیط با تفاوت‌های قومی مرتبط باشند و میزان این تفاوت حل نشده باقی می‌ماند.»
نام کتاب از توزیع طبیعی ضریب هوشی (IQ) در جمعیت گرفته شده‌است.